# 博格奇托 (密西西比州)
博格奇托（英語：Bogue Chitto）是位於美國密西西比州肯珀縣及尼肖巴縣的普查規定居民點。

## 人口
根據2020年美國人口普查的數據，博格奇托的面積為16.55平方千米，當中陸地面積為16.44平方千米，而水域面積為0.11平方千米。當地共有人口864人，而人口密度為每平方千米52.21人。